# Carebaco-Meisterschaft 2007
Die Carebaco-Meisterschaft 2007 im Badminton fand vom 7. bis zum 10. Juni 2007 in Paramaribo in Suriname statt.

## Sieger und Platzierte
| Disziplin    | Gold                         | Silber                             | Bronze                                    |
| ------------ | ---------------------------- | ---------------------------------- | ----------------------------------------- |
| Herreneinzel | Brice Leverdez               | Raju Rai                           | Pedro Yang                                |
| Herreneinzel | Brice Leverdez               | Raju Rai                           | Kevin Cordón                              |
| Dameneinzel  | Marlin Maldonado             | Shannon Pohl                       | Naty Rangel                               |
| Dameneinzel  | Marlin Maldonado             | Shannon Pohl                       | Deyanira Angulo                           |
| Herrendoppel | Paulo von Scala Lucas Araújo | Guilherme Pardo Guilherme Kumasaka | Jesús Aguilar José Luis González Alcantar |
| Herrendoppel | Paulo von Scala Lucas Araújo | Guilherme Pardo Guilherme Kumasaka | Virgil Soeroredjo Mitchel Wongsodikromo   |
| Damendoppel  | Paula Pereira Thayse Cruz    | Jill Sjauw Mook Mireille van Daal  | Naty Rangel Victoria Montero              |
| Damendoppel  | Paula Pereira Thayse Cruz    | Jill Sjauw Mook Mireille van Daal  | Marlin Maldonado Annelisse Micheo         |
| Mixed        | Lucas Araújo Thayse Cruz     | Jesús Aguilar Rossina Nuñez        | José Luis González Alcantar Naty Rangel   |
| Mixed        | Lucas Araújo Thayse Cruz     | Jesús Aguilar Rossina Nuñez        | Guilherme Kumasaka Fabiana Silva          |